# Liste der Monuments historiques in Westhoffen
Die Liste der Monuments historiques in Westhoffen führt die Monuments historiques in der französischen Gemeinde Westhoffen auf.

## Liste der Objekte
| Bezeichnung                | Beschreibung                                                                         | Standort                                        | Kennzeichnung | Schutzstatus | Datum | Bild           |
| -------------------------- | ------------------------------------------------------------------------------------ | ----------------------------------------------- | ------------- | ------------ | ----- | -------------- |
| Orgel                      | Ensemble aus PM67001139 und PM67001140                                               | in der protestantischen Kirche St-Martin (Lage) | PM67001138    | Classé       | 2001  | weitere Bilder |
| Orgelprospekt              | 1828 von Stiehr-Mockers gebaut, 1874 und 1912 ergänzt                                | in der protestantischen Kirche St-Martin (Lage) | PM67001139    | Classé       | 2001  | weitere Bilder |
| Instrumentalteil der Orgel | 1912 von Dalstein-Haerpfer gebaut, mit älteren Teilen                                | in der protestantischen Kirche St-Martin (Lage) | PM67001140    | Classé       | 2001  |                |
| Taufgeschirr               | Taufkanne und -schale; Silber, zwischen 1819 und 1838                                | in der protestantischen Kirche St-Martin (Lage) | PM67000903    | Classé       | 2003  |                |
| Abendmahlsgeschirr         | Kelch, Patene, Oblatendose und Sieblöffel; Silber, vergoldet, zwischen 1819 und 1838 | in der protestantischen Kirche St-Martin (Lage) | PM67000904    | Classé       | 2003  |                |
| Abendmahlsgeschirr         | drei Kannen; Silber, vergoldet, zwischen 1819 und 1838                               | in der protestantischen Kirche St-Martin (Lage) | PM67000905    | Classé       | 2003  |                |